# Willing (Osterhofen)
Willing ist ein Ortsteil der Stadt Osterhofen im niederbayerischen Landkreis Deggendorf. 

## Lage
Es liegt im Tal der Vils etwa neun Kilometer südwestlich von Osterhofen. Das Dorf schließt übergangslos an Göttersdorf an.

## Geschichte

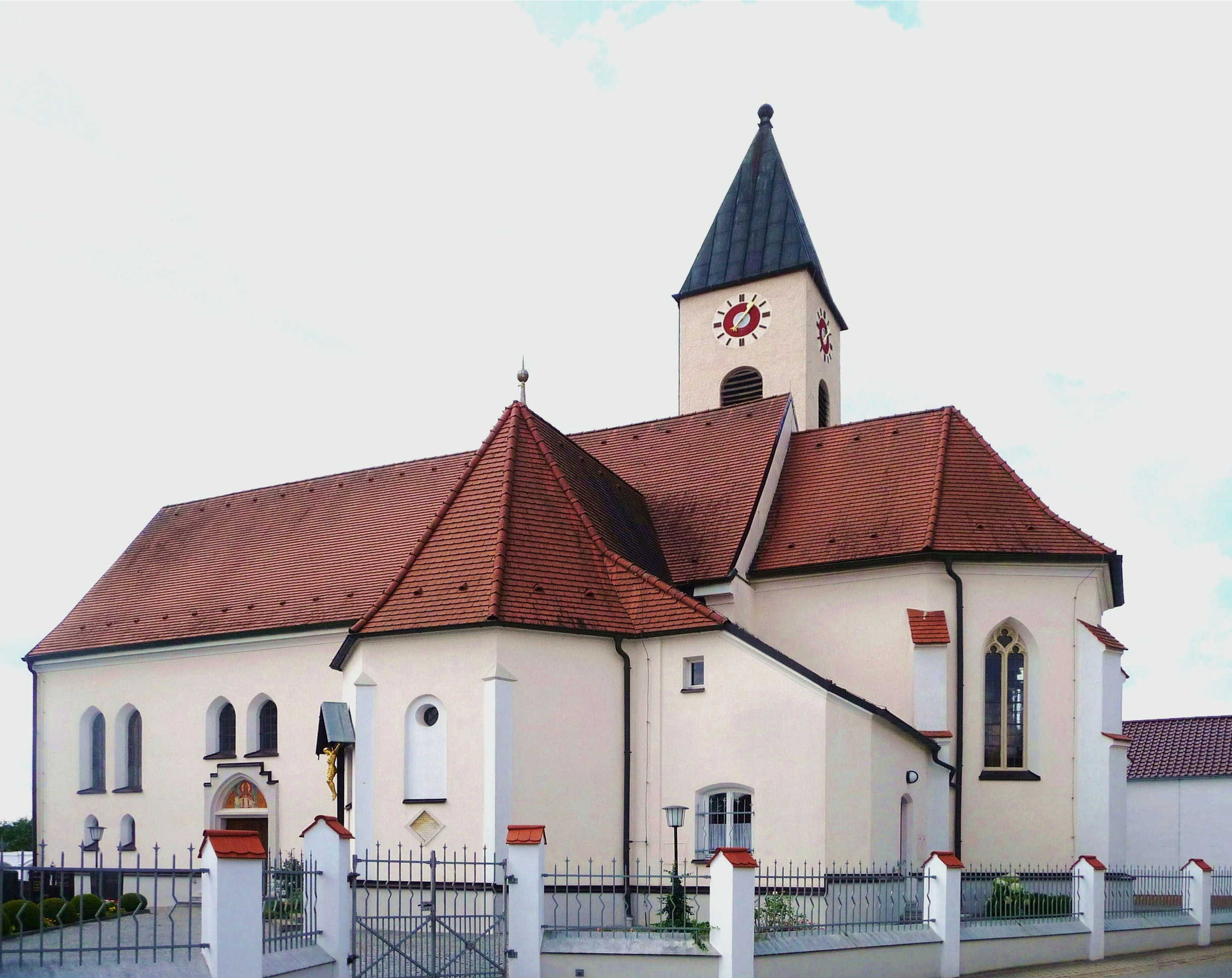
Die Pfarrkirche St. Vitus

Um 757 gaben vier zinspflichtige Bewohner von Wilbach ihre Güter mit Genehmigung von Herzog Tassilo III. dem Kloster Niederaltaich. Seit dem 13. Jahrhundert trägt der Ort den Namen Willing. 1259 und 1262 erschien ein Dietrich de Willing mehrmals als Zeuge.
Später kam Willing zur Herrschaft Göttersdorf. Etwa um 1600 erbauten die Herren von Lindten hier eine Kapelle und errichteten dort ihre Begräbnisstätte. 1855 zählte Willing 15 Häuser.
In kirchlicher Hinsicht war es ursprünglich Filiale von Galgweis und seit 1866 von Gergweis. 1899 erbaute Architekt Johann Baptist Schott die neugotische Kirche St. Vitus, und im Jahr 1900 errichtete Bischof Michael von Rampf die Expositur Willing. 1921 erhob Bischof Sigismund Felix Freiherr von Ow-Felldorf Willing zur Pfarrei.
Am 1. Januar 1972 gelangte Willing im Zuge der Gebietsreform in Bayern mit der Gemeinde Göttersdorf zur Stadt Osterhofen.

## Vereine
- Jawa Club Willing (Motorrad-Grasbahnrennen)
- Mütterverein Willing
- KLJB Willing

## Trivia
Etwa 550 Meter südöstlich der Kirche befindet sich ein Burgstall. Der Jawa Club Willing veranstaltet auf der örtlichen 400 Meter langen Bahn Grasbahnrennen um den Preis der Stadt Osterhofen.